# Svet Evrope
Svèt Evrópe je mednarodna organizacija, ki jo sestavlja 46 držav iz evropske regije, ustanovljena 5. maja 1949 z Londonskim sporazumom. Članica Sveta Evrope lahko postane vsaka evropska država pod pogojem, da sprejema načelo vladavine prava in jamči človekove pravice in temeljne svoboščine vsakomur, ki je pod njeno oblastjo. Eden od številnih uspehov Sveta Evrope je bil sprejem Evropske konvencije o človekovih pravicah v letu 1950, ki je služila kot temelj za ustanovitev Evropskega sodišča za človekove pravice.
Sveta Evrope ne smemo zamenjevati z Evropskim svetom, niti s Svetom Evropske unije, dvema telesoma Evropske unije.

## Cilji
- varovati človekove pravice, pluralistično demokracijo in pravno državo
- ozaveščati ljudi in spodbujati razvoj evropske kulturne prepoznavnosti in raznolikosti;
- iskati rešitve za težave, s katerimi se srečuje evropska družba (zapostavljanje manjšin, sovraštvo do tujcev, nestrpnost, varstvo okolja, kloniranje ljudi, aids, mamila, organiziran kriminal itd.)
- pomagati pri uveljavljanju trdne demokracije v Evropi s podporo političnim, zakonodajnim in ustavnim reformam

## Organi in institucije
Generalni sekretar Sveta Evrope je v celoti odgovoren za  strateško vodenje delovnega programa Sveta in proračuna; nadzoruje tudi tekoče upravljanje organizacije in sekretariata. Je depozitar Evropske konvencije človekovih pravic.
Odbor ministrov Sveta Evrope je telo, v katerem se sprejemajo odločitve Sveta Evrope. Sestavljajo ga zunanji ministri vseh držav članic ali njihovi stalni diplomatski predstavniki v Strasbourgu. To je vladno telo, v katerem je mogoče enakopravno razpravljati o stališčih posameznih držav do težav, s katerimi se srečuje evropska družba, in hkrati tudi skupni forum, na katerem se oblikujejo vseevropski odgovori na take izzive. V sodelovanju s Parlamentarno skupščino je Odbor ministrov varuh temeljnih vrednot Sveta in nenehno nadzoruje, da države članice ravnajo skladno s prevzetimi obveznostmi.
Parlamentarna skupščina Sveta Evrope je po statutu Sveta Evrope eden od dveh glavnih organov Sveta in zastopa glavne politične težnje njegovih držav članic. Skupščina se šteje za gonilno silo pri širjenju evropskega sodelovanja na vse demokratične države v Evropi.

## Zgodovina
Svet Evrope je 5. maja 1949 ustanovilo 10 držav (Belgija, Danska, Francija, Irska, Italija, Luksemburg, Nizozemska, Norveška, Švedska, Združeno kraljestvo), v avgustu 1949 pa sta se jim pridružili še Grčija in Turčija. V Svetu Evrope je danes 45 držav članic, ki so se pridružile prvotnim: Islandija in Nemčija (1950), Avstrija (1956), Ciper (1961), Švica (1963), Malta (1965), Portugalska (1976), Španija (1977), Lihtenštajn (1978), San Marino (1988), Finska (1989), Madžarska (1990), Poljska (1991), Bolgarija (1992), Estonija, Litva, Slovenija, Češka, Slovaška, Romunija (1993), Andora (1994), Latvija, Albanija, Moldavija, Ukrajina, Makedonija (1995), Rusija in Hrvaška (1996), Gruzija (1999), Armenija in Azerbajdžan (2001), Bosna in Hercegovina (2002), Srbija (2003), Monako (2004), Črna gora (2007). Rusija od leta 2022, ko je začela vojno v Ukrajini ni več članica Sveta Evrope. 

## Simboli
Svet Evrope je pristojen za evropske simbole, kot je evropska zastava: 12 zlatih zvezd v krogu na modri podlagi. Sprejel jo je Odbor ministrov Sveta Evrope leta 1955 na predlog Parlamentarne skupščine. Krog zvezd predstavlja zvezo evropskih narodov. Število zvezd v zastavi se ne spreminja, saj število dvanajst simbolizira popolnost in celovitost. Od maja 1986 dalje je evropska zastava tudi uradni simbol Evropske unije. 
Leta 1972 je Odbor ministrov sprejel glasbeno priredbo preludija Ode radosti iz Beethovnove Devete simfonije za evropsko himno. Priredba je delo Herberta von Karajana. Igrajo jo ob evropskih prireditvah in svečanostih.
Leta 1964 pa je Odbor ministrov odločil, da se 9. maj, obletnica ustanovitve Sveta Evrope, praznuje kot Dan Evrope. Namen tega praznika je ljudem čim bolj približati idejo o evropskem povezovanju.

## Slovenci v delovnih telesih Sveta Evrope
V januarju leta 2019 je bila slovenska dramska igralka, aktivistka, političarka in poslanka v Državnem zboru (PS Levica) Violeta Tomić imenovana za poročevalko Sveta Evrope za pravice oseb LGBT. 
Dolgoletni član Sveta Evrope pa je bil tudi slovenski politik Zmago Jelinčič, ki pa je bil leta 2018 iz nje izključen, zaradi suma korupcije.